# CONCACAF Gold Cup 2005
La CONCACAF Gold Cup 2005 è stata la 18ª edizione (l'8ª con la formula attuale) di questo torneo di calcio continentale per squadre nazionali maggiori maschili organizzato dalla CONCACAF.
Il torneo si è disputato dal 6 al 24 luglio 2005 negli Stati Uniti d'America. Parteciparono su invito due nazionali non appartenenti alla CONCACAF: la Colombia e il Sudafrica. Il trofeo fu vinto per la terza volta dagli Stati Uniti, che in finale sconfissero ai tiri di rigore Panama (0-0 al 120º minuto di gioco). Il panamense Luis Tejada fu premiato come miglior giocatore del torneo.
Per questa edizione la formula del torneo fu modificata: si passò dalla suddivisione delle nazionali in 4 gironi di 3 squadre ciascuno a quella, adottata anche nella Coppa America, di 3 gironi composti da 4 squadre. Secondo questa formula, ai quarti di finale approdano le prime due squadre di ogni gruppo più le due migliori terze.
Durante il torneo alcune partite del Gruppo A che dovevano svolgersi a Miami furono posticipate a causa dell'arrivo dell'Uragano Dennis.

## Formula
- Qualificazioni

40 membri CONCACAF: 12 posti disponibili per la fase finale. Stati Uniti (come paese ospitante), Colombia (in qualità di ospite della manifestazione, affiliata alla CONMEBOL) e Sudafrica (in qualità di ospite della manifestazione, affiliata alla CAF) sono qualificati direttamente alla fase finale. Rimangono 39 squadre per nove posti disponibili per la fase finale. Le squadre e i posti disponibili sono suddivisi in tre zone di qualificazione: Nord America (2 posti), Centro America (4 posti), Caraibi (3 posti).
Zona Nord America -. 2 squadre, si qualificano di diritto alla fase finale.
Zona Centro America - 7 squadre, partecipano alla Coppa delle nazioni UNCAF 2005, le prime quattro classificate si qualificano alla fase finale.
Zona Caraibi - 30 squadre, partecipano alla Coppa dei Caraibi 2005, le prime tre classificate si qualificano alla fase finale.
- Fase finale

Fase a gruppi - 12 squadre, divise in tre gruppi da quattro squadre. Giocano partite di sola andata, le prime due classificate e le due migliori terze accedono ai quarti di finale.
Fase a eliminazione diretta - 8 squadre, giocano partite di sola andata. La vincente si laurea campione CONCACAF.

## Squadre partecipanti
| Pr. | Squadra           | Data di qualificazione certa | Partecipante in quanto                               | Partecipazioni precedenti al torneo                                                           | Ultima presenza          |
| --- | ----------------- | ---------------------------- | ---------------------------------------------------- | --------------------------------------------------------------------------------------------- | ------------------------ |
| 1   | Stati Uniti       | -                            | Rappresentativa della nazione ospitante              | 9 (1985, 1989, 1991, 1993, 1996, 1998, 2000, 2002, 2003)                                      | Stati Uniti-Messico 2003 |
| 2   | Sudafrica         | -                            | Ospite della manifestazione (CAF)                    | -                                                                                             | Esordiente               |
| 3   | Colombia          | -                            | Ospite della manifestazione (CONMEBOL)               | 2 (2000, 2003)                                                                                | Stati Uniti-Messico 2003 |
| 4   | Messico           | -                            | Qualificata di diritto                               | 15 (1963, 1965, 1967, 1969, 1971, 1973, 1977, 1981, 1991, 1993, 1996, 1998, 2000, 2002, 2003) | Stati Uniti-Messico 2003 |
| 5   | Canada            | -                            | Qualificata di diritto                               | 9 (1977, 1981, 1985, 1991, 1993, 1996, 2000, 2002, 2003)                                      | Stati Uniti-Messico 2003 |
| 6   | Costa Rica        | 21 febbraio 2005             | 1ª classificata della Coppa delle nazioni UNCAF 2005 | 12 (1963, 1965, 1969, 1971, 1985, 1989, 1991, 1993, 1998, 2000, 2002, 2003)                   | Stati Uniti-Messico 2003 |
| 7   | Honduras          | 21 febbraio 2005             | 2ª classificata della Coppa delle nazioni UNCAF 2005 | 12 (1963, 1967, 1971, 1973, 1981, 1985, 1991, 1993, 1996, 1998, 2000, 2003)                   | Stati Uniti-Messico 2003 |
| 8   | Guatemala         | 21 febbraio 2005             | 3ª classificata della Coppa delle nazioni UNCAF 2005 | 14 (1963, 1965, 1967, 1969, 1973, 1977, 1985, 1989, 1991, 1996, 1998, 2000, 2002, 2003)       | Stati Uniti-Messico 2003 |
| 9   | Panama            | 21 febbraio 2005             | 4ª classificata della Coppa delle nazioni UNCAF 2005 | 2 (1963, 1993)                                                                                | Stati Uniti-Messico 1993 |
| 10  | Giamaica          | 22 febbraio 2005             | 1ª classificata della Coppa dei Caraibi 2005         | 7 (1963, 1969, 1991, 1993, 1998, 2000, 2003)                                                  | Stati Uniti-Messico 2003 |
| 11  | Cuba              | 22 febbraio 2005             | 2ª classificata della Coppa dei Caraibi 2005         | 5 (1971, 1981, 1998, 2002, 2003)                                                              | Stati Uniti-Messico 2003 |
| 12  | Trinidad e Tobago | 24 febbraio 2005             | 3ª classificata della Coppa dei Caraibi 2005         | 11 (1967, 1969, 1971, 1973, 1985, 1989, 1991, 1996, 1998, 2000, 2002)                         | Stati Uniti 2002         |

Nella sezione "partecipazioni precedenti al torneo", le date in grassetto indicano che la nazione ha vinto quella edizione del torneo, mentre le date in corsivo indicano la nazione ospitante.

## Stadi
| Foxborough        | East Rutherford                                                     | Carson                                                              | Los Angeles                                                         |
| ----------------- | ------------------------------------------------------------------- | ------------------------------------------------------------------- | ------------------------------------------------------------------- |
| Gillette Stadium  | Giants Stadium                                                      | The Home Depot Center                                               | Los Angeles Memorial Coliseum                                       |
| Capacità: 68.756  | Capacità: 80.042                                                    | Capacità: 27.000                                                    | Capacità: 93.607                                                    |
|                   |                                                                     |                                                                     |                                                                     |
| Miami             | Miami Foxborough East Rutherford Carson Los Angeles Seattle Houston | Miami Foxborough East Rutherford Carson Los Angeles Seattle Houston | Miami Foxborough East Rutherford Carson Los Angeles Seattle Houston |
| Miami Orange Bowl | Miami Foxborough East Rutherford Carson Los Angeles Seattle Houston | Miami Foxborough East Rutherford Carson Los Angeles Seattle Houston | Miami Foxborough East Rutherford Carson Los Angeles Seattle Houston |
| Capacità: 72.319  | Miami Foxborough East Rutherford Carson Los Angeles Seattle Houston | Miami Foxborough East Rutherford Carson Los Angeles Seattle Houston | Miami Foxborough East Rutherford Carson Los Angeles Seattle Houston |
|                   | Miami Foxborough East Rutherford Carson Los Angeles Seattle Houston | Miami Foxborough East Rutherford Carson Los Angeles Seattle Houston | Miami Foxborough East Rutherford Carson Los Angeles Seattle Houston |
| Seattle           | Miami Foxborough East Rutherford Carson Los Angeles Seattle Houston | Miami Foxborough East Rutherford Carson Los Angeles Seattle Houston | Miami Foxborough East Rutherford Carson Los Angeles Seattle Houston |
| Qwest Field       | Miami Foxborough East Rutherford Carson Los Angeles Seattle Houston | Miami Foxborough East Rutherford Carson Los Angeles Seattle Houston | Miami Foxborough East Rutherford Carson Los Angeles Seattle Houston |
| Capacità: 67.000  | Miami Foxborough East Rutherford Carson Los Angeles Seattle Houston | Miami Foxborough East Rutherford Carson Los Angeles Seattle Houston | Miami Foxborough East Rutherford Carson Los Angeles Seattle Houston |
|                   | Miami Foxborough East Rutherford Carson Los Angeles Seattle Houston | Miami Foxborough East Rutherford Carson Los Angeles Seattle Houston | Miami Foxborough East Rutherford Carson Los Angeles Seattle Houston |
| Houston           | Miami Foxborough East Rutherford Carson Los Angeles Seattle Houston | Miami Foxborough East Rutherford Carson Los Angeles Seattle Houston | Miami Foxborough East Rutherford Carson Los Angeles Seattle Houston |
| Reliant Stadium   | Miami Foxborough East Rutherford Carson Los Angeles Seattle Houston | Miami Foxborough East Rutherford Carson Los Angeles Seattle Houston | Miami Foxborough East Rutherford Carson Los Angeles Seattle Houston |
| Capacità: 71.500  | Miami Foxborough East Rutherford Carson Los Angeles Seattle Houston | Miami Foxborough East Rutherford Carson Los Angeles Seattle Houston | Miami Foxborough East Rutherford Carson Los Angeles Seattle Houston |
|                   | Miami Foxborough East Rutherford Carson Los Angeles Seattle Houston | Miami Foxborough East Rutherford Carson Los Angeles Seattle Houston | Miami Foxborough East Rutherford Carson Los Angeles Seattle Houston |

## Fase finale

### Fase a gruppi

#### Gruppo A

##### Classifica
| Pos | Squadra           | P.ti | G | V | N | P | GF | GS | DR |
| --- | ----------------- | ---- | - | - | - | - | -- | -- | -- |
| 1   | Honduras          | 7    | 3 | 2 | 1 | 0 | 4  | 2  | +2 |
| 2   | Panama            | 4    | 3 | 1 | 1 | 1 | 3  | 3  | 0  |
| 3   | Colombia          | 3    | 3 | 1 | 0 | 2 | 3  | 3  | 0  |
| 4   | Trinidad e Tobago | 2    | 3 | 0 | 2 | 1 | 3  | 5  | -2 |

##### Risultati
| Arbitro: | Batres |

|            |           |  |
| Tejada 70’ | Marcatori |  |

| Arbitro: | Navarro |

|              |           |              |
| Birchall 28’ | Marcatori | 43’ Figueroa |

| Arbitro: | Rodriguez |

|                    |           |                   |
| Velásquez 79’, 82’ | Marcatori | 30’ (rig.) Moreno |

| Arbitro: | Wyngaarde |

|                 |           |                      |
| Tejada 24’, 90’ | Marcatori | 17’ Andrews 90’ Glen |

| Arbitro: | Rodriguez |

|                         |           |  |
| Aguilar 76’ Hurtado 90’ | Marcatori |  |

| Arbitro: | Wyngaarde |

|               |           |  |
| Caballero 80’ | Marcatori |  |

#### Gruppo B

##### Classifica
| Pos | Squadra     | P.ti | G | V | N | P | GF | GS | DR |
| --- | ----------- | ---- | - | - | - | - | -- | -- | -- |
| 1   | Stati Uniti | 7    | 3 | 2 | 1 | 0 | 6  | 1  | +5 |
| 2   | Costa Rica  | 7    | 3 | 2 | 1 | 0 | 4  | 1  | +3 |
| 3   | Canada      | 3    | 3 | 1 | 0 | 2 | 2  | 4  | -2 |
| 4   | Cuba        | 0    | 3 | 0 | 0 | 3 | 3  | 9  | -6 |

##### Risultati
| Arbitro: | Prendergast |

|  |           |                 |
|  | Marcatori | 30’ (rig.) Soto |

| Arbitro: | Pineda |

|          |           |                                          |
| More 18’ | Marcatori | 44’ Dempsey 87’, 90’ Donovan 89’ Beasley |

| Arbitro: | Archundia |

|                                        |           |             |
| Brenes 61’, 85’ (rig.) Soto 81’ (rig.) | Marcatori | 72’ Galindo |

| Arbitro: | Brizan |

|                                   |           |  |
| Hutchinson 48’ (aut.) Donovan 90’ | Marcatori |  |

| Foxborough 12 luglio 2005, ore 19:00 UTC-4 | Stati Uniti | 0 – 0 referto | Costa Rica | Gillette Stadium (15.211 spett.)\| Arbitro: \| Archundia \| |
| Arbitro:                                   | Archundia   |               |            |                                                             |

| Arbitro: | Moreno |

|                          |           |                 |
| Gerba 69’ Hutchinson 87’ | Marcatori | 90+2’ Cervantes |

#### Gruppo C

##### Classifica
| Pos | Squadra   | P.ti | G | V | N | P | GF | GS | DR |
| --- | --------- | ---- | - | - | - | - | -- | -- | -- |
| 1   | Messico   | 6    | 3 | 2 | 0 | 1 | 6  | 2  | +4 |
| 2   | Sudafrica | 5    | 3 | 1 | 2 | 0 | 6  | 5  | +1 |
| 3   | Giamaica  | 4    | 3 | 1 | 1 | 1 | 7  | 7  | 0  |
| 4   | Guatemala | 1    | 3 | 0 | 1 | 2 | 4  | 9  | -5 |

##### Risultati
| Arbitro: | Sibrian |

|                           |           |               |
| Evans 28’ Van Heerden 41’ | Marcatori | 83’ Rodriguez |

| Arbitro: | Hall |

|                             |           |                                                    |
| Ruiz 11’ (rig.), 45+3’, 87’ | Marcatori | 3’ Shelton 5’ Fuller 45+1’ (rig.) Williams 57’ Hue |

| Arbitro: | Ruiz |

|                                        |           |  |
| Borgetti 5’, 14’ Galindo 55’ Bravo 65’ | Marcatori |  |

| Arbitro: | Stott |

|                                 |           |                                       |
| Hue 36’ Stewart 43’ Bennett 80’ | Marcatori | 35’ Raselemane 41’ Ndela 57’ Nomvette |

| Arbitro: | Stott |

|            |           |           |
| Romero 37’ | Marcatori | 57’ Nkosi |

| Arbitro: | Quesada |

|            |           |  |
| Medina 19’ | Marcatori |  |

#### Raffronto tra le terze classificate
| Pos | Gruppo | Squadra  | P.ti | G | V | N | P | GF | GS | DR |
| --- | ------ | -------- | ---- | - | - | - | - | -- | -- | -- |
| 1   | C      | Giamaica | 4    | 3 | 1 | 1 | 1 | 7  | 7  | 0  |
| 2   | A      | Colombia | 3    | 3 | 1 | 0 | 2 | 3  | 3  | 0  |
| 3   | B      | Canada   | 3    | 3 | 1 | 0 | 2 | 2  | 4  | -2 |

### Fase a eliminazione diretta

#### Tabellone
|  | Quarti di finale | Quarti di finale | Quarti di finale |             |                   | Semifinali        | Semifinali | Semifinali |  |  | Finale | Finale | Finale |  |
|  |                  |                  |                  |             |                   |                   |            |            |  |  |        |        |        |  |
|  | Honduras         | Honduras         | 3                |             |                   |                   |            |            |  |  |        |        |        |  |
|  | Honduras         | Honduras         | 3                |             |                   |                   |            |            |  |  |        |        |        |  |
|  | Costa Rica       | Costa Rica       | 2                |             |                   |                   |            |            |  |  |        |        |        |  |
|  | Costa Rica       | Costa Rica       | 2                |             | Honduras          | Honduras          | 1          |            |  |  |        |        |        |  |
|  |                  |                  |                  |             | Honduras          | Honduras          | 1          |            |  |  |        |        |        |  |
|  |                  |                  | Stati Uniti      | Stati Uniti | 2                 |                   |            |            |  |  |        |        |        |  |
|  | Stati Uniti      | Stati Uniti      | Stati Uniti      | Stati Uniti | 2                 | 3                 |            |            |  |  |        |        |        |  |
|  | Stati Uniti      | Stati Uniti      |                  |             |                   |                   |            |            |  |  |        |        |        |  |
|  | Giamaica         | Giamaica         | 1                |             |                   |                   |            |            |  |  |        |        |        |  |
|  | Giamaica         | Giamaica         | 1                |             | Stati Uniti (dtr) | Stati Uniti (dtr) | 0 (3)      |            |  |  |        |        |        |  |
|  |                  |                  |                  |             |                   |                   |            |            |  |  |        |        |        |  |
|  |                  |                  | Panama           | Panama      | 0 (1)             |                   |            |            |  |  |        |        |        |  |
|  | Messico          | Messico          | Panama           | Panama      | 0 (1)             | 1                 |            |            |  |  |        |        |        |  |
|  | Messico          | Messico          |                  |             |                   |                   |            |            |  |  |        |        |        |  |
|  | Colombia         | Colombia         | 2                |             |                   |                   |            |            |  |  |        |        |        |  |
|  | Colombia         | Colombia         | 2                |             | Colombia          | Colombia          | 2          |            |  |  |        |        |        |  |
|  |                  |                  |                  |             | Colombia          | Colombia          | 2          |            |  |  |        |        |        |  |
|  |                  |                  | Panama           | Panama      | 3                 |                   |            |            |  |  |        |        |        |  |
|  | Sudafrica        | Sudafrica        | Panama           | Panama      | 3                 | 1 (3)             |            |            |  |  |        |        |        |  |
|  | Sudafrica        | Sudafrica        |                  |             |                   |                   |            |            |  |  |        |        |        |  |
|  | Panama (dtr)     | Panama (dtr)     | 1 (5)            |             |                   |                   |            |            |  |  |        |        |        |  |

#### Quarti di finale
| Arbitro: | Archundia |

|                                           |           |                      |
| Velásquez 6’ Turcios 27’ Milton Nuñez 30’ | Marcatori | 40’ Bolanos 81’ Ruiz |

| Arbitro: | Batres |

|                           |           |            |
| Wolff 6’ Beasley 42’, 83’ | Marcatori | 88’ Fuller |

| Arbitro: | Sibrian |

|            |           |                            |
| Pineda 65’ | Marcatori | 58’ Castrillon 74’ Aguilar |

| Arbitro: | Prendergast |

|                            |                      |                                     |
| Ndlela 68’                 | Marcatori            | 48’ Jo. Dely Valdés                 |
| Evans Gaxa Katza Lekgwathi | Tiri di rigore 3 – 5 | Tejada Rodríguez Baloy Blanco Gomez |

#### Semifinali
| Arbitro: | Archundia |

|              |           |                          |
| Guerrero 30’ | Marcatori | 86’ O'Brien 90+2’ Onyewu |

| Arbitro: | Sibrian |

|                 |           |                                       |
| Patiño 63’, 89’ | Marcatori | 12’, 73’ Phillips 26’ Jo. Dely Valdés |

#### Finale
| Arbitro: | Batres |

|                                     |                      |                                     |
| Quaranta Armas Landon Donovan Davis | Tiri di rigore 3 – 1 | Tejada Jo. Dely Valdés Baloy Blanco |

## Statistiche

### Classifica marcatori
3 reti
- DaMarcus Beasley
- Landon Donovan
- Carlos Ruiz
- Wilmer Velásquez
- Luis Tejada

2 reti
- Abel Aguilar
- Jairo Patiño
- Randall Brenes
- Jafet Soto
- Ricardo Fuller

- Jermaine Hue
- Jared Borgetti
- Jorge Dely Valdés
- Ricardo Phillips
- Lungisani Ndlela

1 rete
- Ali Gerba
- Atiba Hutchinson
- Jaime Castrillón
- Héctor Hurtado
- Tressor Moreno
- Christian Bolaños
- Bryan Ruiz
- Alaín Cervantes
- Maykel Galindo

- Lester More
- Gonzalo Romero
- Samuel Caballero
- Mario Ivan Guerrero
- Maynor Figueroa
- Milton Núñez
- Danilo Turcios
- Teafore Bennett
- Luton Shelton

- Damion Stewart
- Andy Williams
- Omar Bravo
- Gerardo Galindo
- Gonzalo Pineda
- Alberto Medina
- Francisco Rodríguez
- Philip Evans
- Elrio Van Heerden

- Solace Nkosi
- Siyabango Nomvete
- Abram Raselemane
- Marvin Andrews
- Chris Birchall
- Cornell Glen
- Clint Dempsey
- John O'Brien
- Oguchi Onyewu
- Josh Wolff

### Premi
- Golden Ball Award:  Luis Tejada
- Golden Boot Award:  DaMarcus Beasley,  Landon Donovan,  Carlos Ruiz,  Wilmer Velásquez,  Luis Tejada
- Golden Glove Award:  Jaime Penedo
- Fair Play Award:  Honduras
- Gold Cup Best XI:

| Portiere                          | Difensori                                                                         | Centrocampisti                                                                                    | Attaccanti                                                                       |
| --------------------------------- | --------------------------------------------------------------------------------- | ------------------------------------------------------------------------------------------------- | -------------------------------------------------------------------------------- |
| Jaime Penedo Riserva Kasey Keller | Felipe Baloy Samuel Caballero Oguchi Onyewu Riserve Tyrone Marshall Michael Umaña | DaMarcus Beasley Landon Donovan Jairo Patiño Luis Ernesto Pérez Riserve Philip Evans John O'Brien | Tressor Moreno Luis Tejada Wilmer Velásquez Riserve Jorge Dely Valdés Jafet Soto |